# 1527 год
1527 (ты́сяча пятьсо́т два́дцать седьмо́й) год  по юлианскому календарю — невисокосный год, начинающийся во вторник. Это 1527 год нашей эры, 7‑й год 3‑го десятилетия XVI века 2‑го тысячелетия, 8‑й год 1520‑х годов. Он закончился 498 лет назад.
| Пн | Вт | Ср | Чт | Пт | Сб | Вс |
|    | 1  | 2  | 3  | 4  | 5  | 6  |
| 7  | 8  | 9  | 10 | 11 | 12 | 13 |
| 14 | 15 | 16 | 17 | 18 | 19 | 20 |
| 21 | 22 | 23 | 24 | 25 | 26 | 27 |
| 28 | 29 | 30 | 31 |    |    |    |

| Пн | Вт | Ср | Чт | Пт | Сб | Вс |
|    |    |    |    | 1  | 2  | 3  |
| 4  | 5  | 6  | 7  | 8  | 9  | 10 |
| 11 | 12 | 13 | 14 | 15 | 16 | 17 |
| 18 | 19 | 20 | 21 | 22 | 23 | 24 |
| 25 | 26 | 27 | 28 |    |    |    |

| Пн | Вт | Ср | Чт | Пт | Сб | Вс |
|    |    |    |    | 1  | 2  | 3  |
| 4  | 5  | 6  | 7  | 8  | 9  | 10 |
| 11 | 12 | 13 | 14 | 15 | 16 | 17 |
| 18 | 19 | 20 | 21 | 22 | 23 | 24 |
| 25 | 26 | 27 | 28 | 29 | 30 | 31 |

| Пн | Вт | Ср | Чт | Пт | Сб | Вс |
| 1  | 2  | 3  | 4  | 5  | 6  | 7  |
| 8  | 9  | 10 | 11 | 12 | 13 | 14 |
| 15 | 16 | 17 | 18 | 19 | 20 | 21 |
| 22 | 23 | 24 | 25 | 26 | 27 | 28 |
| 29 | 30 |    |    |    |    |    |

| Пн | Вт | Ср | Чт | Пт | Сб | Вс |
|    |    | 1  | 2  | 3  | 4  | 5  |
| 6  | 7  | 8  | 9  | 10 | 11 | 12 |
| 13 | 14 | 15 | 16 | 17 | 18 | 19 |
| 20 | 21 | 22 | 23 | 24 | 25 | 26 |
| 27 | 28 | 29 | 30 | 31 |    |    |

| Пн | Вт | Ср | Чт | Пт | Сб | Вс |
|    |    |    |    |    | 1  | 2  |
| 3  | 4  | 5  | 6  | 7  | 8  | 9  |
| 10 | 11 | 12 | 13 | 14 | 15 | 16 |
| 17 | 18 | 19 | 20 | 21 | 22 | 23 |
| 24 | 25 | 26 | 27 | 28 | 29 | 30 |

| Пн | Вт | Ср | Чт | Пт | Сб | Вс |
| 1  | 2  | 3  | 4  | 5  | 6  | 7  |
| 8  | 9  | 10 | 11 | 12 | 13 | 14 |
| 15 | 16 | 17 | 18 | 19 | 20 | 21 |
| 22 | 23 | 24 | 25 | 26 | 27 | 28 |
| 29 | 30 | 31 |    |    |    |    |

| Пн | Вт | Ср | Чт | Пт | Сб | Вс |
|    |    |    | 1  | 2  | 3  | 4  |
| 5  | 6  | 7  | 8  | 9  | 10 | 11 |
| 12 | 13 | 14 | 15 | 16 | 17 | 18 |
| 19 | 20 | 21 | 22 | 23 | 24 | 25 |
| 26 | 27 | 28 | 29 | 30 | 31 |    |

| Пн | Вт | Ср | Чт | Пт | Сб | Вс |
|    |    |    |    |    |    | 1  |
| 2  | 3  | 4  | 5  | 6  | 7  | 8  |
| 9  | 10 | 11 | 12 | 13 | 14 | 15 |
| 16 | 17 | 18 | 19 | 20 | 21 | 22 |
| 23 | 24 | 25 | 26 | 27 | 28 | 29 |
| 30 |    |    |    |    |    |    |

| Пн | Вт | Ср | Чт | Пт | Сб | Вс |
|    | 1  | 2  | 3  | 4  | 5  | 6  |
| 7  | 8  | 9  | 10 | 11 | 12 | 13 |
| 14 | 15 | 16 | 17 | 18 | 19 | 20 |
| 21 | 22 | 23 | 24 | 25 | 26 | 27 |
| 28 | 29 | 30 | 31 |    |    |    |

| Пн | Вт | Ср | Чт | Пт | Сб | Вс |
|    |    |    |    | 1  | 2  | 3  |
| 4  | 5  | 6  | 7  | 8  | 9  | 10 |
| 11 | 12 | 13 | 14 | 15 | 16 | 17 |
| 18 | 19 | 20 | 21 | 22 | 23 | 24 |
| 25 | 26 | 27 | 28 | 29 | 30 |    |

| Пн | Вт | Ср | Чт | Пт | Сб | Вс |
|    |    |    |    |    |    | 1  |
| 2  | 3  | 4  | 5  | 6  | 7  | 8  |
| 9  | 10 | 11 | 12 | 13 | 14 | 15 |
| 16 | 17 | 18 | 19 | 20 | 21 | 22 |
| 23 | 24 | 25 | 26 | 27 | 28 | 29 |
| 30 | 31 |    |    |    |    |    |

## События
- 1493—1593 — Столетняя хорватско-османская война. Серия вооружённых конфликтов между Королевством Хорватия и Османской империей[1].
- 1507—1622 — Португало-персидская война. Ряд вооружённых конфликтов между колониалистской Португалией и вассальным Ормузом, с одной стороны, и Сефевидской империей, поддерживаемой англичанами, с другой[2].
- 1510—1528 — война между Сефевидами и Шейбанидами. Серия конфликтов между узбекской династией Шейбанидов, которые основали Бухарское ханство, и Сефевидским государством[3].
- 1511—1641 — Малайско-португальская война. Вооружённый конфликт XVI-XVII веков, в котором Малаккский султанат при поддержке империи Мин, Голландской Ост-Индской компании (с 1607) и Джохора безуспешно сопротивлялся Португальской империи, стремившейся захватить Малакку и установить контроль над торговлей между Индией и Китаем[4].
- 1514—1555 — Турецко-персидская война[5].
- 1525—1528 — большое крестьянское восстание в части Литвы, подвластной Тевтонскому ордену.
- 1526—1627 — закончился поход за баранами. Поход могульского правителя Султан Саид-хана и его сына Абд ар-Рашид-хана против казахского хана Тахира и примкнувших к нему кыргызов[6].

- 1526—1530 — состоя на испанской службе, Себастьян Кабот исследовал Ла-Плату, нижнее течение р. Парана, открыл нижнее течение р. Парагвай.
- 1526—1543 — пять походов турок против Венгрии.
- 1526—1530 — Война Коньякской лиги[7].
  - 6 мая — войска Карла V захватили Рим и разграбили город, а римский папа Климент VII оказался осаждён в Замке Святого Ангела[8].
- 1527—1538 — началась Венгерская гражданская война[9].
- 27 января — битва под Ольшаницей. Одна из крупнейших побед над Крымским ханством войска Великого княжество Литовского под командованием великого гетмана литовского Константина Острожского[10].

- Март — победа Бабура при Кхануа (близ Сикри) над предводителем раджпутанских князей Раном Сангамом.
- 16 мая — восстание во Флоренции против французов и герцогов Медичи. Флорентийцы во второй раз изгоняют семейство Медичи и восстанавливают Флорентийскую республику.
- 9 июня — Себастьян Кабот основал форт Санкти-Спириту на берегах реки Параны — первое европейское поселение на территории современной Аргентины[11].
- Июль — подавление восстания Ивана Чёрного. На государственном собрании принят закон о создании в каждом комитете особого дворянского суда для расправы с мятежниками.
- Цетинский сабор. Собрание хорватского парламента (сабора), состоявшееся в Цетинском замке. Последовало за кризисом престолонаследия в Венгерском королевстве, вызванным смертью Людовика II, в результате которого королевство Хорватия присоединилось к монархии Габсбургов. Хартия об избрании эрцгерцога Австрии Фердинанда I королём Хорватии была подтверждена печатями шести хорватских дворян[12].
- Начало Реформации в Швеции.
- Учреждение гофрата (дворцового совета) в Австрии.
- Военачальник Мак Данг Зунг захватил трон Вьетнама.
- Крымские татары совершили набег на территории ВКЛ и Польши (см. 1512 и 1519, а также другие года)[13].
- Львов пострадал от опустошительного пожара[14].

## Русское государство
Правление: 1505—1533 — Василий III Иванович
- 1526—1527 — русское посольство к Римскому папе Клименту VII[15].
- Февраль — Василий III освобождает из заключения Михаила Львовича Глинского, дядю своей второй супруги Елены Васильевны Глинской (с 1526 года). Бояре дают по нему поручную запись[16].
- Сентябрь — 05 сентября Василий III получает известие о нашествии на Русь крымского царевича Ислам-Гирея. Василий вместе с братьями Юрием Дмитровским и Андреем Старицким 08 сентября выступает из Москвы к Коломенскому, а его воеводы принимают бой 5 (15) сентября с царевичем на правом берегу Оки под Ростиславлем. После отступления царевича от Оки воеводы преследуют и разбивают его войско[16].
- Осень — Василий III выдаёт за муж свою свояченицу Марию Васильевну (сестра жены Елены Глинской), дочь Василия Львовича Слепого Глинского, за Ивана Даниловича Хомяка Пенкова[16].
- На службу великому князю выехал родоначальник дворянского рода: Борисовы[17].
- 1527/28—1531 — по указу великого князя в Зарайске построен каменный Зарайский кремль[18].

## Начало правления
См.также: Список глав государств в 1527 году
- 1527—1538 — Пётр Рареш, Господарь Молдавии.

## Наука и искусство
- Гессенским ландграфом Филиппом Великодушным в Марбурге (Германия) основан университет.

## Родились

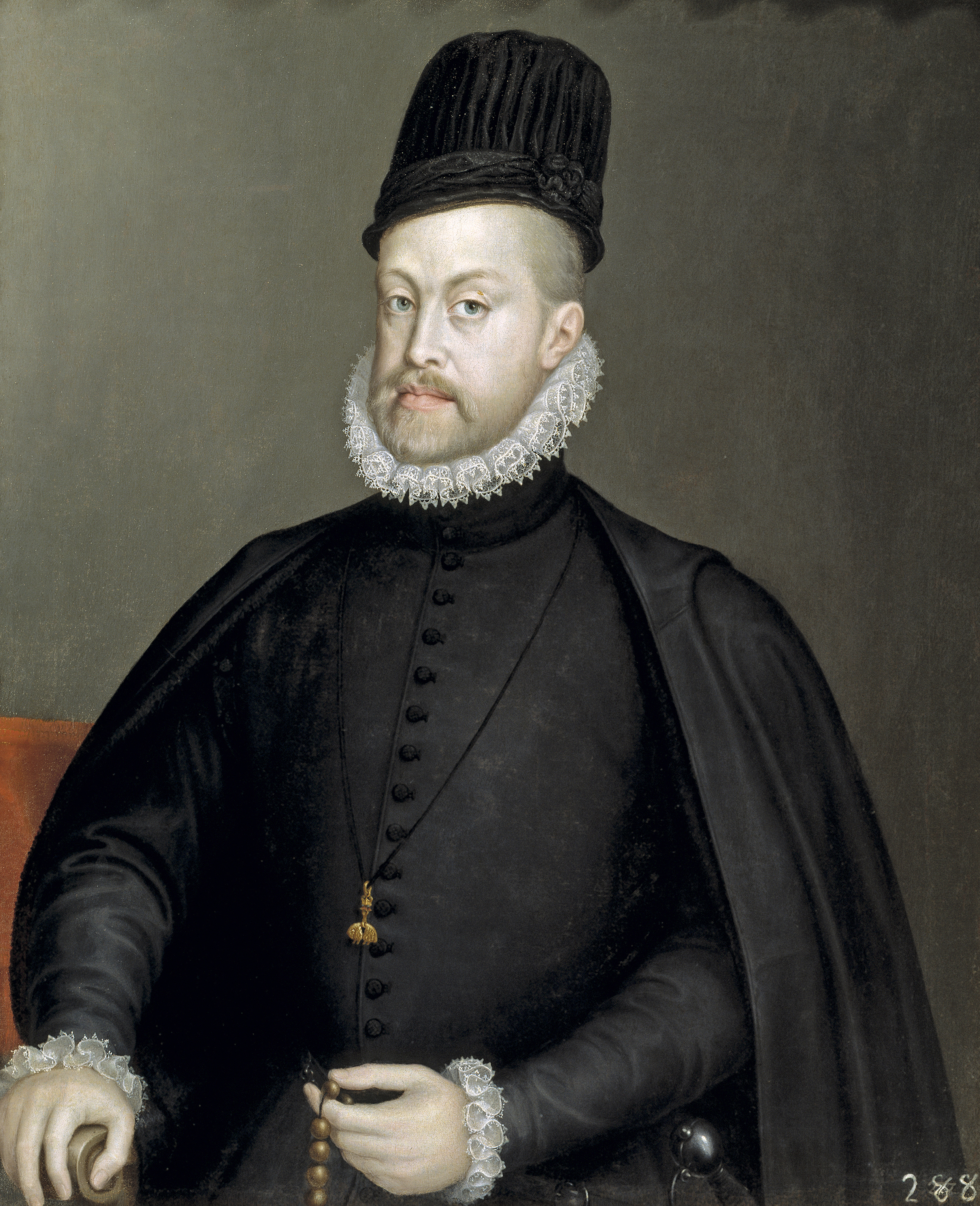
Портрет Филиппа II

См. также: Категория:Родившиеся в 1527 году
- 21 марта — Генрих Финк, немецкий композитор, музыкальный теоретик и педагог.
- 1 мая — Ян Стаде, фламандский астроном, математик, астролог.
- 21 мая — Филипп II, король Испании.
- 13 июля — Джон Ди, английский математик, астроном и географ, придворный советник, алхимик и астролог.
- 31 июля — Максимилиан II, император Священной Римской империи.
- Арчимбольдо, Джузеппе — итальянский живописец, декоратор, представитель маньеризма.
- Мария Португальская — португальская принцесса, первая жена короля Испании Филиппа II.
- Ортелий, Абрахам — фламандский картограф.

## Скончались

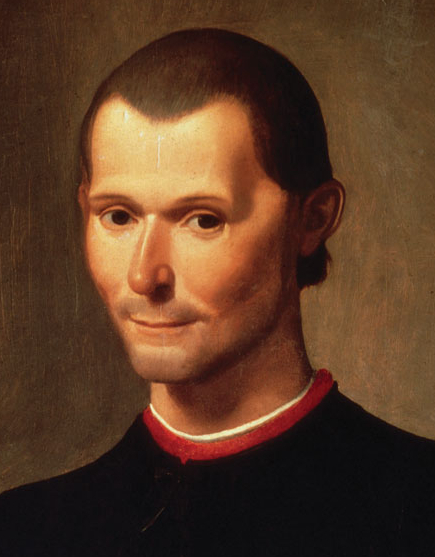
Портрет Макиавелли

См. также: Категория:Умершие в 1527 году
- 21 июня — Никколо Макиавелли, итальянский политический философ.
- Бастидас, Родриго де — испанский конкистадор и исследователь северного берега Южной Америки, основатель города Санта-Марта.
- Боабдиль — последний эмир Гранады.
- Грихальва, Хуан де — один из первых испанских конкистадоров.
- Станислав Кежгайло — великий гетман литовский.
- Уайна Капак — одиннадцатый правитель Империи Инков.
- Фробен, Иоганн — известный базельский издатель и книгопечатник.
- Гибель Шарля де Бурбона.